# Gert Michael Iro
Gert Michael Iro (* 1948) ist ein österreichischer Jurist.

## Leben
Nach der Promotion 1971 und Habilitation 1981 wurde er 2000 Professor für bürgerliches Recht an der Universität Wien mit den Schwerpunkten Bankrecht und Sachenrecht.

## Schriften (Auswahl)
- Besitzerwerb durch Gehilfen. Wien 1982, OCLC 260134394.
- mit Helmut Koziol: Allgemeine Bedingungen für Bankgeschäfte. Kommentar. Wien 2001, ISBN 3-85136-058-3.
- mit Alexander Schopper und Florian Skarics: Leasing, Factoring und Forfaitierung. Wien 2015, ISBN 3-211-99411-4.
- Sachenrecht. Wien 2016, ISBN 3-7046-7589-X.